# Vévodkyně z Galliery
Vévodkyně z Galliery byly manželky vévodů z Galliery, nositelů italského šlechtického titulu, který byl několikrát udělen členům různých rodin.

### První udělení titulu
- Nikdo

### Druhé udělení titulu
| Portrét | Jméno                  | Otec                                          | Narození | Sňatek | Stala se vévodkyní     | Přestala být vévodkyní            | Smrt             | Manžel              |
| ------- | ---------------------- | --------------------------------------------- | -------- | ------ | ---------------------- | --------------------------------- | ---------------- | ------------------- |
|         | Maria de Brignole-Sale | Antoine de Brignole-Sale (Brignolevé-Saleové) | 1812     | 1828   | 1837 2. udělení titulu | 23. listopadu 1876 manželova smrt | 9. prosince 1888 | Raffaele de Ferrari |

### Třetí udělení titulu
| Portrét          | Jméno                            | Otec                                                                  | Narození           | Sňatek            | Stala se vévodkyní                       | Přestala být vévodkyní               | Smrt              | Manžel         |
| ---------------- | -------------------------------- | --------------------------------------------------------------------- | ------------------ | ----------------- | ---------------------------------------- | ------------------------------------ | ----------------- | -------------- |
|                  | Luisa Fernanda Španělská         | Ferdinand VII. Španělský (Bourboni)                                   | 30. ledna 1832     | 10. října 1846    | 9. prosince 1888 manžel se stal vévodou  | 4. února 1890 manželova smrt         | 2. února 1897     | Princ Antonín  |
|                  | Eulalie Španělská                | František, vévoda z Cádizu (Bourboni)                                 | 12. února 1864     | 6. března 1886    | 4. února 1890 manžel se stal vévodou     | 24. prosince 1930 manželova smrt     | 8. března 1958    | Infant Antonín |
|                  | Beatrix Sasko-Kobursko-Gothajská | Alfréd, vévoda ze Saska-Koburska-Gothajska (Sasko-Kobursko-Gothajští) | 20. dubna 1884     | 15. července 1909 | 24. prosince 1930 manžel se stal vévodou | 14. července 1937 manželova abdikace | 13. července 1966 | Infant Alfonso |
|                  | Carla Parodiová-Delfinová        | Leopoldo Girolamo Parodi-Delfino, senátor Italského království        | 13. prosince 1909  | 10. července 1937 | 14. července 1937 manžel se stal vévodou | 22. srpna 1997 manželova smrt        | 27. července 2000 | Infant Alvaro  |
|                  | Véronique Goedersová             | Jean-Marie Goeders                                                    | 16. listopadu 1970 | 28. března 1994   | 22. srpna 1997 manžel se stal vévodou    | 2001 rozvod                          |                   | Don Alfonso    |
| TITUL NEOBSAZENÝ |                                  |                                                                       |                    |                   |                                          |                                      |                   |                |